# Covè
Covè is een van de 77 gemeenten (communes) in Benin. De gemeente ligt in het departement Zou. Covè heeft een oppervlakte van 525 km² en telt 51.247 inwoners (2013). De gemeente is opgedeeld in acht arrondissementen:
- Adogbé
- Gounli
- Houèko
- Houen-Hounso
- Laïta-Cogbé
- Naogon
- Soli
- Zogba

## Geografie
De gemeente ligt in de streek Agonlin. Door de gemeente stromen de Zou en kleinere rivieren zoals de Lélé, Towé, Laha, Loto, Kètè, Wassa, Watè en de Fionzoun. De bossavanne in het noorden van de gemeente gaat over in bossen in het zuiden van de gemeente.
Covè telt twee regenseizoenen (van april tot juni en van september tot november). In de droge tijd tussen december en maart valt de minste neerslag. De gemiddelde jaarlijkse neerslaghoeveelheid bedraagt 1003,4 mm en de gemiddelde jaartemperatuur 27,1° C.

## Economie en transport
De handel en de landbouw zijn de belangrijkste economische sectoren. Belangrijke gewassen zijn pindanoten en maïs. De veeteelt en de visvangst op de rivieren zijn economisch gezien eerder marginaal. Toeristische bezienswaardigheden zijn de warmwaterbronnen van Covè, het 'heilig' bos van Kponzoun, het paleis van koning Zéhê van Angolin en het Guèlèdè-festival van de Yoruba-Nago.
De autoweg RN4 loopt door de gemeente.

## Bevolking
In 2002 telde Covè 34.442 inwoners. In 2013 waren dit er 51.247 en in 2020 naar schatting meer dan 60.000. In 2013 telden de arrondissementen Naogon en Zogba de meeste inwoners, met elk meer dan 9.000 inwoners.
De grootste bevolkingsgroep vormen de Mahi. Daarnaast zijn er belangrijke groepen Yoruba en Fon.
Opm: Bevolkingscijfers in duizendtallen
Bron: Covè Commune in Benin; 1979-2013: volkstellingen
Bron: Institut National de la Statistique Benin; 2013: volkstelling

## Geboren
- Hervé Hèhomey, politicus
- Aké Natondé, politicus
- Janvier Yahouédéou, politicus
- Ignace Yetchénou, cineast

## Afbeeldingen

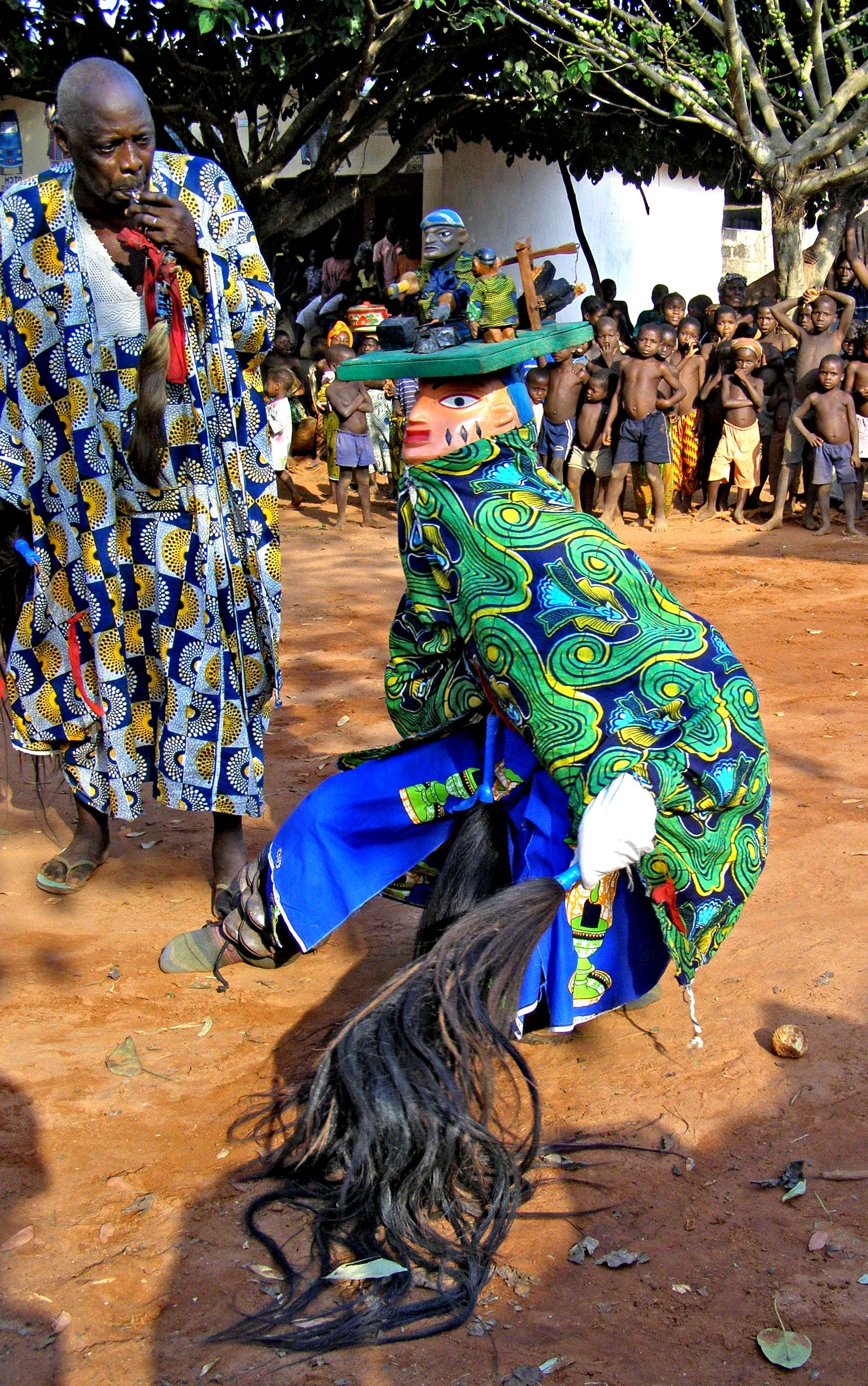
Gemaskerde danser tijdens het Guèlèdè-festival
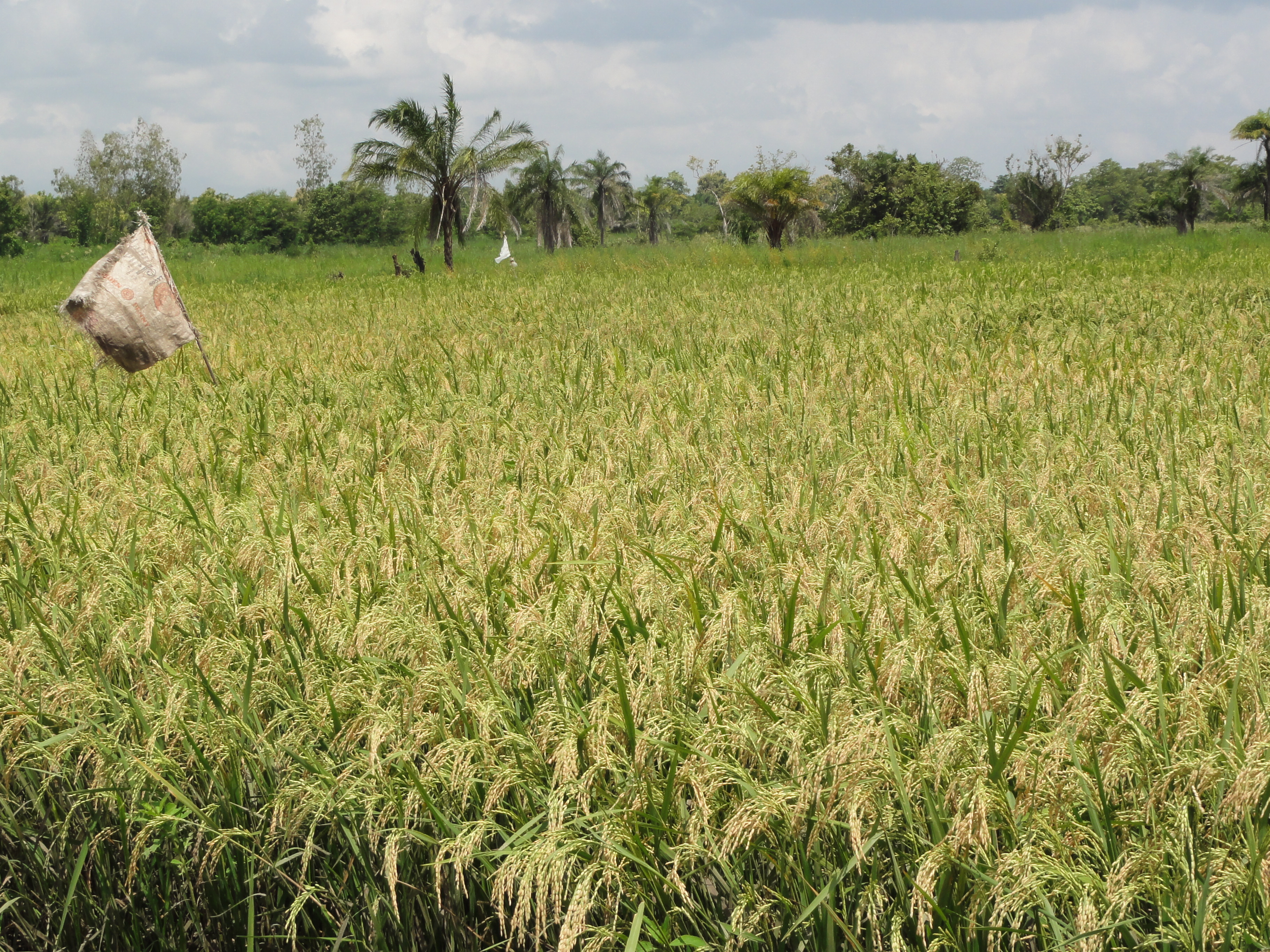
Rijstbouw
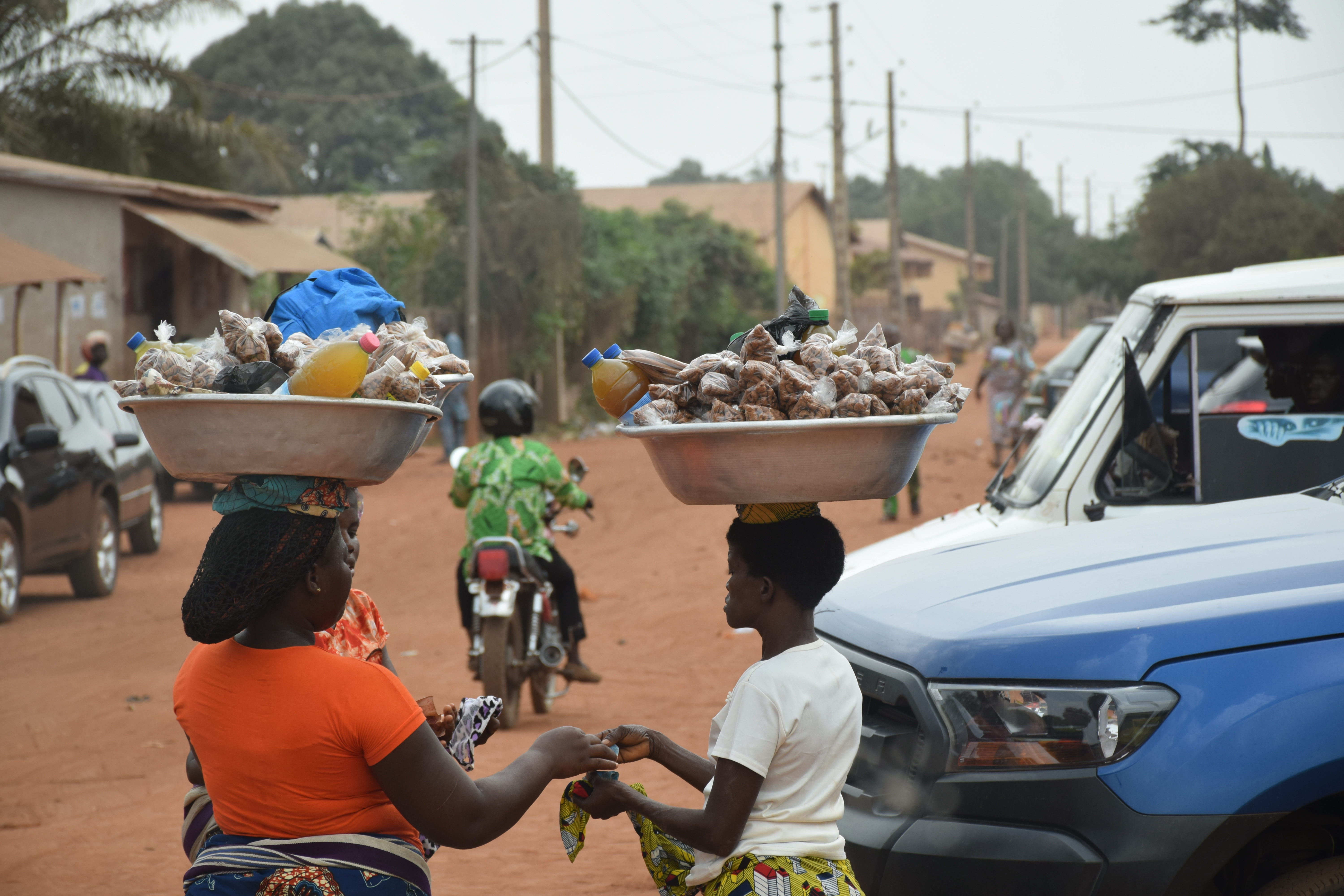
Straatverkopers
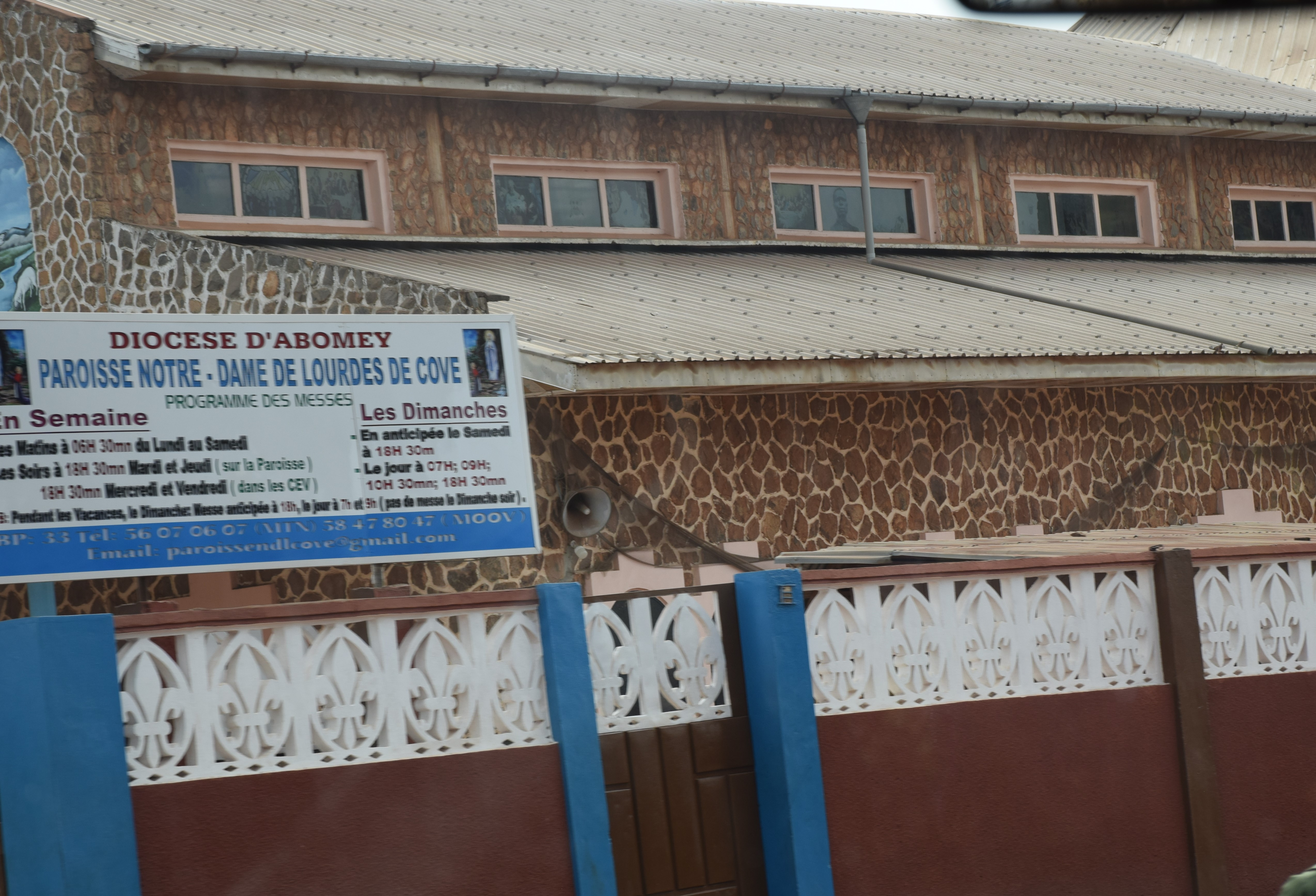
Katholieke kerk Notre-Dame-de-Lourdes